# Computer Love
Singles de Kraftwerk
Pocket Calculator
(1981) Tour de France
(1983)
Computer Love (ou « Computerliebe » en allemand) est une chanson du groupe allemand de pop électronique Kraftwerk figurant sur l'album Computer World (Computerwelt dans la version en allemand) sorti en mai 1981. Quelques mois après la sortie de l'album, elle fait l'objet d'un single comprenant sur l'autre face la chanson The Model de l'album précédent The Man-Machine sorti en 1978.
En février 1982, le 45 tours arrive en tête des ventes au Royaume-Uni où il est certifié disque d'or, grâce au morceau The Model figurant sur l'autre face. Lorsque le succès se confirme, la maison de disque décide d'inverser les faces, Computer Love passant alors en face B.
Le groupe enregistre une nouvelle version de Computer Love sur l'album The Mix sorti en 1991.

## Sujet
Les paroles racontent l'histoire d'une personne qui cherche à faire une rencontre sentimentale via un ordinateur. Sortie en 1981, la chanson anticipe l'utilisation courante des réseaux informatiques comme moyen de rencontrer quelqu'un.   

## Utilisations par d'autres artistes
Avec l'accord des compositeurs, le groupe Coldplay a utilisé la mélodie de Computer Love dans la chanson Talk sortie en 2005,.
Un remix de la chanson The Look of Love du groupe ABC, réalisé en 1990, utilise un échantillon de Computer Love.

## Classements hebdomadaires
| Classement (1981-1982)            | Meilleure place |
| --------------------------------- | --------------- |
| États-Unis (Hot Dance Club Songs) | 13              |
| Royaume-Uni (UK Singles Chart)    | 1               |

## Certifications
| Pays              | Certification | Unités certifiées |
| ----------------- | ------------- | ----------------- |
| Royaume-Uni (BPI) | Or            | 500 000           |